# Джанет Огрен
Лена Джанет Івонна Егрен (швед. Lena Janet Yvonne Ågren; нар. 6 квітня 1949) — шведська актриса, яка знімалася, головним чином, в італійському експлуатаційному кіно.

## Життєпис та кар'єра
Джанет Егрен народилася в Ландскруні, Швеція, в місті, який вона назвала в інтерв'ю «Північним Неаполем»
Кар'єра моделі привела її до Риму, де вона вивчала акторську майстерність в школі драми під керівнийцтвом Алессандро Ферсена.
Кінодебют молодої актриси відбувся у фільмі Лучано Сальсі Colpo di stato. Серед її перших ролей також: реєстраторка у фільмі Чтиво (1972) за участю Майкла Кейна та медсестра в комедії «Аванті!»  (1972) з Джеком Леммоном.
Всього акторка знялася в 57 картинах, в тому числі: Ліва рука Закону (1975), Місто живих мерців (1980) Лучіо Фульчі, Пекло канібалів 2 (1980) Умберто Ленці, Паніка (1982), Руда Соня (1985), комедія Аладін (1986) з Бадом Спенсером і культовий хоррор Чоловік-пацюк (1988).
На початку 1980-х років Егрен також мала нетривалу музичну кар'єру.
Джанет Егрен залишила кінематограф на початку 1990-х років і переїхала до США, де проживає в даний час. Вийшла заміж за італійського кінопродюсера Карло Майетто.

## Вибрана фільмографія
- Il giovane normale  (1969)
- Целюлоза (1972)
- Fiorina la vacca (1972)
- Life Is Tough, Eh Providence?  (1972)
- Найчудовіший вечір у моєму житті (1972)
- Аванті!  (1972)
- Ingrid sulla strada (1973)
- Вбивця забронював дев'ять місць (1974)
- Кліщ  (1974)
- Ліва рука Закону (1975)
- Уранова змова (1978)
- Ідеальний злочин (1978)
- Залізний комісар (1978)
- Смертельна гонитва (1978)
- Омари на обід (1979)
- Місто живих мерців (1980)
- Пекло канібалів 2 (1980)
- L onorevole con l amante sotto il letto (1981)
- Паніка (1982)
- Не грай з тиграми (1982)
- Очі-кинджали (1983)
- Руда Соня (1985)
- Сталеві руки (1986)
- Аладін (1986)
- Ніч акул (1988)
- Чоловік-пацюк (1988)